# Anselme de Nonantola
Pour les articles homonymes, voir Anselme et Saint Anselme.
Saint Anselme de Nonantola connu aussi comme Anselme du Frioul (en latin Anselmus [dux] Forojuliensis, en italien Anselmo (duca) del Friuli), né vers 720 et mort en 803, est un duc lombard du Frioul de 749 à 751, puis moine et abbé, fondateur de l'abbaye de Nonantola. Il est considéré comme saint par l'Église latine, et fêté le 3 mars. 

## Biographie
Appartenant à la noblesse lombarde, Anselme est le frère de Giseltrude, femme du roi des Lombards Aistolf, et serait le descendant du duc Wechtari. Vers 751, souhaitant abandonner la vie politique pour entrer en religion, il quitte son duché et devient moine dans un monastère de Fanano, situé dans la région de Modène. Peu après, Anselme fonde près de Fanano une abbaye dont il est le premier abbé en 752.
Lors d'un voyage à Rome (où il avait accompagné son beau-frère Aistolf), le pape Étienne II le revêt de l'habit monastique et lui donne le bâton pastoral. Anselme peut également emporter le corps de saint Sylvestre et obtient du pape le privilège d'appeler Nonantola le « monastère de Saint-Sylvestre ».
S'étant attiré la colère du roi Didier, qui était en conflit avec la papauté, Anselme est chassé de Nonantola par le souverain lombard et trouve refuge au Mont-Cassin jusqu'en 774.
Anselme, qui eut sous sa conduite jusqu'à 1 144 moines, gouverna l'abbaye de Nonantola durant plus de cinquante ans et mourut à un âge avancé en 803. Saint Anselme est fêté le 3 mars.

## Sources primaires
- Catalogus abbatum nonantulorum

### Articles liés
- Duché du Frioul
- Liste des ducs et marquis du Frioul
- Liste des abbés de Nonantola
- Archidiocèse de Modène-Nonantola